# Gyüttment Találkozó
A Gyüttment Találkozó vagy korábbi nevén "Gyüttment Fesztivál" egy évente, Magyarországon megrendezett összejövetel, melynek célja, hogy fiatalok számára megismertesse a hagyományos, természetközeli, fenntartható életvitelt és önellátási módokat. Újszerű szemléletével a zöld mozgalom számottevő szereplőjévé vált: ez volt az első magyar hulladékmentes nyári fesztivál; a népi és modern ökológiai gazdálkodási módszerek, közösségépítés és lelki fejlődés is a programok része.

## Helyszínek
A szervezők célkitűzése, hogy Magyarország más és más szegletében is megjelenjenek, de mindig vidéki környezetben. A 6-8 programtér több száz, a szemlélethez illeszkedő programot nyújt. A 4 napos rendezvényre közel ezer fő látogat el, ennek megfelelően kerültek kiválasztásra a helyszínek.
- 2024 Lengyeltóti
- 2023 Magfalva, Gomba
- 2022 Magfalva, Gomba
- 2021 Magfalva, Gomba
- 2020 elmaradt a Covid19-koronavírus-járvány korlátozások miatt.
- 2019 Szekszárd, Sötét völgy
- 2018 Zebegény
- 2017 Oszkó
- 2016 Nógrád, Csobánkapuszta
- 2015 Nógrád, Csobánkapuszta